# 風治八幡宮
風治八幡宮（ふうじはちまんぐう）は、福岡県田川市魚町にある神社。旧社格は郷社。田川市のほぼ中心に位置し、田川伊田駅の正面の宮山（高羽山）に祀られている。社紋は左巴。例大祭は毎年五月の第三土曜日とその翌日の日曜日。
福岡県指定無形民俗文化財指定第一号である「川渡り神幸祭」は福岡五大祭りの一つに数えられる。

## 祭神
應神天皇・仲哀天皇・神功皇后・海津見神・豊玉姫命・玉依姫命の六柱の神を祀る。

## 歴史
古くは「伊田大神」あるいは「飯田大神」と称して海津見神を祀る地主神であった。縁起によると『太古泥濘氾濫し、田野が開けず四辺が海浜に接していた頃、海より寄せ来た神があり、海津見神と名乗られた。田野が開けた頃里人はこの神を礎に御前の山頂に祀った』と高羽山に祀られた経緯が記されている。
弘仁五年(814)六月、大旱害に見舞われた際、郡司が伝教大師最澄に請願し伊田大神に祈念してもらうと、たちまち雨が降り五穀が潤ったという。
後の弘仁八年(817)、その霊験あらたかな奇瑞を後世に伝えるため、伊田宮山に社殿を造営し風の一字を加えて風宮とし、蓮台寺・長松寿院の両院を開いて神宮寺とした。
- 貞観三年(861)九月、宇佐より八幡神を勧請[3]。
- 永享三年(1431）、長松寿院兵火により焼失。
- 元和元年(1615)、国主細川氏による手永制度への改制により、上野・金田・伊田・弓削田・猪膝・安宅・落合の七手永のうち伊田手永（上伊田・中伊田・下伊田・伊加利・上今任・下今任・上赤・下赤・大内田・小内田・安永・秋永・桑原・山浦の十四ヶ村）の手永大社と定めた。
- 元禄元年(1688)三月、国主小笠原氏、聖后御凱旋の神徳にちなみ風治の字を贈り、風治八幡宮と改称。現在に至る。

なお、火災により詳しい資料は焼失してしまったが、昭和39年10月に「鎮座1760年・創建1150年」の式年大祭が斎行されていることから、鎮座は西暦204年、創建は西暦814年であるとされている。

## 境内

### 末社
- 祇園社（恵比須神社・生目神社・須佐神社・五穀神社・大名持神社・塞神社を合祀）
- 稲荷社

### 神功皇后腰掛石

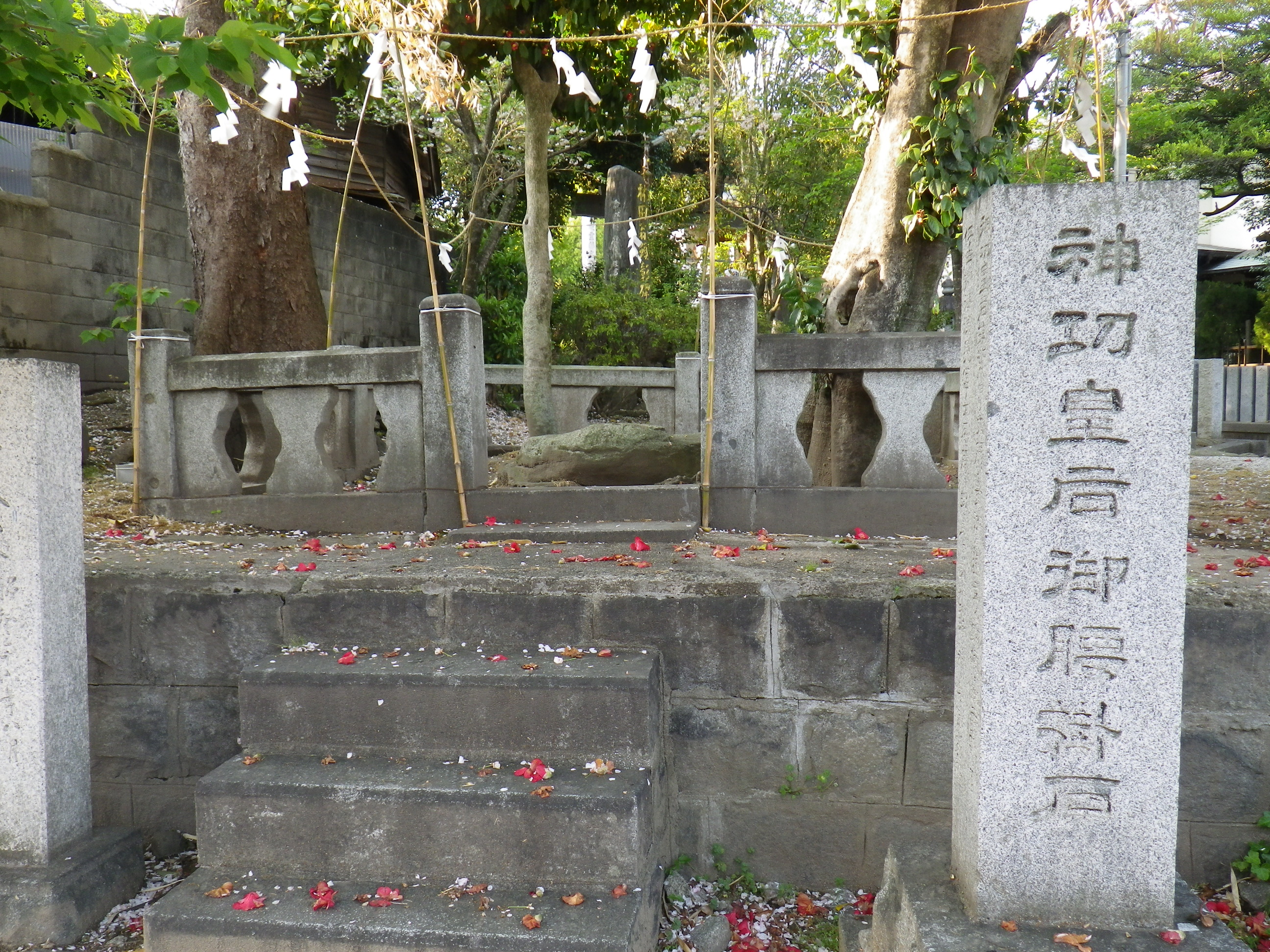
神功皇后御腰掛石

社伝曰く「神功皇后御征韓の砌り、筑紫より穴門（山口県下関）の豊浦に還御の折、俄に暴風雨起こりし為、社前の大石に腰を掛け給いて、親しく御佩しの太刀を献上して天神地祇及伊田大神に祈願せしに暴風雨忽ちに治まりつつがなく穴門に至り給う」とあり、参道入り口にある大石はその腰掛石と伝えられている。
これは北部九州に広く流布している神功皇后伝説のひとつではあるが、それにまつわる地名説話として語られている。

## 祭事
- 例大祭神幸祭（5月第三土日）

## 交通アクセス
- 田川伊田駅より徒歩2分（190m）。
- マイカーの場合、九州自動車道小倉南インターチェンジより約22㎞。もしくは東九州自動車道行橋インターチェンジより17㎞。